# Phaenops piniedulis
Phaenops piniedulis är en skalbaggsart som först beskrevs av Burke 1908.  Phaenops piniedulis ingår i släktet Phaenops och familjen praktbaggar. Inga underarter finns listade i Catalogue of Life.